# 2856 Röser
2856 Röser là một tiểu hành tinh vành đai chính với chu kỳ quỹ đạo là 1927.6905084 ngày (5.28 năm).
Nó được phát hiện ngày 14 tháng 8 năm 1933.